# Оруджова Анастасія Юріївна
Анастасія Юріївна Оруджова (нар. 17 червня 1992, Запоріжжя, Україна) — українська акторка, комікеса, авторка. Учасниця телепроєктів «Жіночий квартал», «Ліга сміху», «Ігри приколів».

## Життєпис
Народилась 1992 року в Запоріжжі. 
Вперше зіграла на сцені у 8 класі, бабусю в «Червоній шапочці». Навчалась у загальноосвітній школі № 49 міста Київ. Потім вступила до Інституту міжнародних відносин Національного авіаційного університету (НАУ), який закінчила 2013 року.

## Творчість
Чи не вперше проявила себе, граючи у телевізійній програмі «Ліга сміху» у складі команди «Тріо різні і ведучий». Стала володаркою Зимового кубка Ліги Сміху.
Також вона тренерка команди «The Beatles» з міста Вінниця.

## Родина
Батьки — Юрій Сабілович (за національністю — азербайджанець) та Тетяна Володимирівна.
Анастасія неодружена, дітей не має.
На своїй сторінці у Facebook розповіла про неувагу лікарів та медичного персоналу до її бабусі, яка була госпіталізована до Боярської центральної районної лікарні.

## Творчий доробок
- 2025 — Песики — подружка Настя
- 2018 — Скажене весілля — співачка
- 2018 — 2017 — Ігри приколів[6]
- 2017 — Готель «Галіція» — Роза Фаркаш (16 серія)
- 2017 — Казки У
- 2017 — «Одного разу під Полтавою»
- 2016 — Країна У 2.0 — Люда (Херсон)
- 2016 — «Танька і Володька» — Марійка.
- 2015 — Розсміши коміка